# Centre-ville de Reims
Le Centre-ville est un quartier de Reims. La disposition globale du centre-ville (en ellipse) se découpe ainsi :
- au centre, la cathédrale de Reims, l'Opéra, le palais de justice, la bibliothèque Carnegie, la Médiathèque Jean-Falala, le palais du Tau et le musée des beaux-arts.
- au nord-ouest, la place Drouet-d'Erlon (place animée souvent couverte de terrasses), le Palais des Congrès, la rue de Vesle, le Manège et le jardin de la Patte d'Oie. Cette portion du centre-ville est appelée localement Centre-Erlon. Au nord de la place Drouet-d'Erlon se situe la gare centrale de Reims ouverte sur le square Colbert et les Promenades.
- Au nord-est, l'hôtel de ville, les halles du Boulingrin, le boulevard Lundy, les places Royale et Aristide-Briand.
- Au sud du centre-ville se trouve le conservatoire à rayonnement régional, la Basilique Saint-Rémi ainsi que le campus de Reims de Sciences Po et la butte Saint-Nicaise.

## Situation

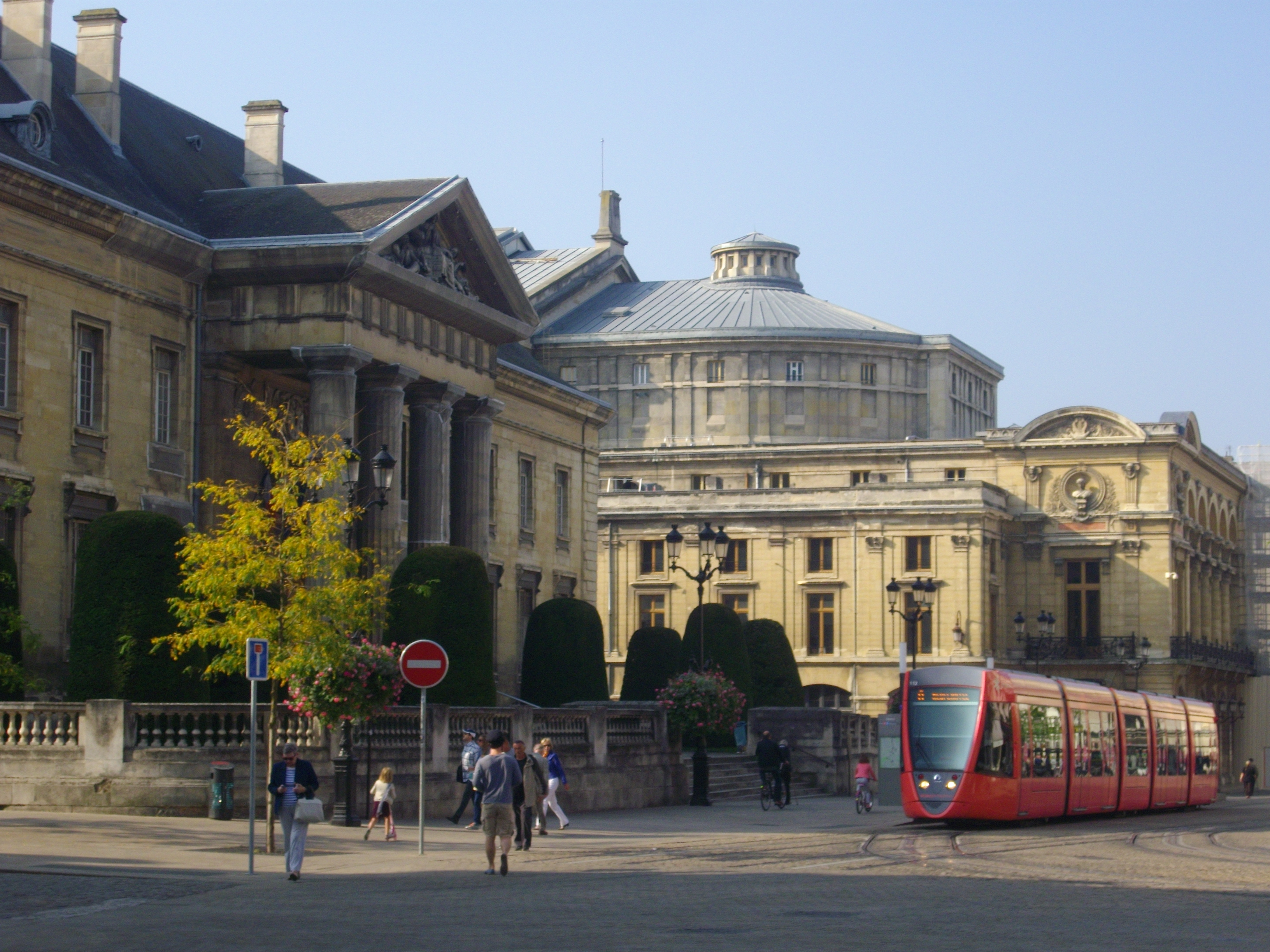
Le Palais de Justice avec le tram de Reims et l'opéra en arrière plan.

Le quartier est desservi par les lignes A et B du tramway et les lignes de bus 1, 2, 3, 4, 5, 6, 7, 8, 9, 11,16, 30, 40, City bus, Noctambus et TAD violet du réseau Citura. Les rues de Talleyrand et Carnot ainsi que la rue de Vesle sont des axes très fréquentés par les bus et le tramway, notamment aux stations Opéra, Etape et Carnot. 

Les douze conseils de quartiers de Reims
Barbâtre - Saint-Remi - Verrerie
Bois d'Amour - Porte de Paris - Courlancy
Centre-ville
Cernay Jamin - Jean Jaurès - Épinettes
Clairmarais - Charles Arnould
Châtillons
Chemin Vert - Europe
Croix-Rouge - Hauts de Murigny
La Neuvillette - Trois-Fontaines
Laon Zola - Neufchâtel - Orgeval
Maison-Blanche - Sainte-Anne - Wilson
Murigny

## Desserte
Il est desservi par la voie Jean-Taittinger (A344).

## Bâtiments remarquables

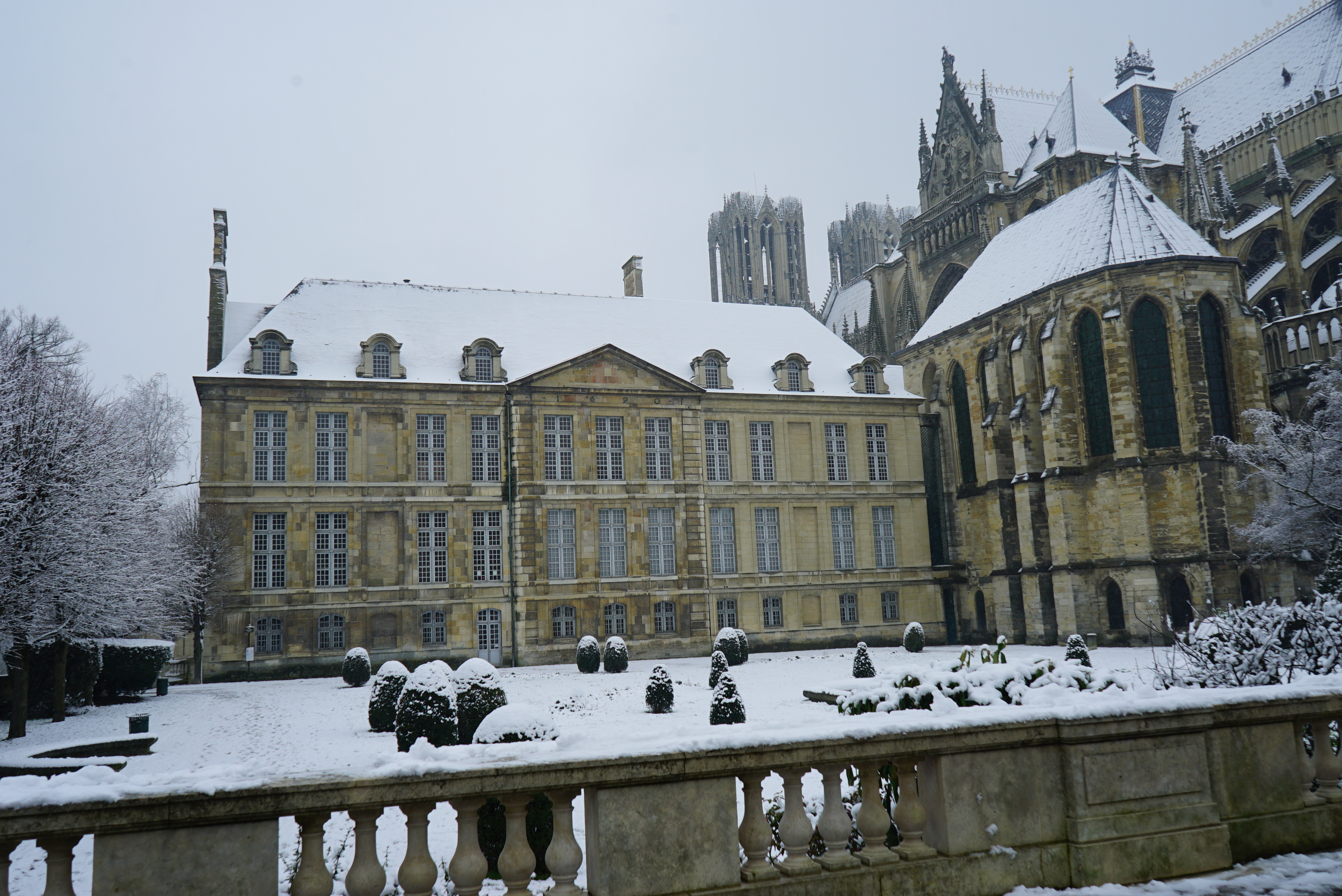
Le square Henri-Deneux, le Palais du Tau et la cathédrale.

- Cathédrale Notre-Dame de Reims,
- Cirque de Reims,
- Opéra de Reims,
- Cinéma-opéra (Reims),
- Musée des Beaux-Arts de Reims,
- Bibliothèque Carnegie,
- Médiathèque Jean Falala,
- Hôtel de ville de Reims,
- Porte de Paris,
- Porte de Mars,
- Cellier d'expédition Mumm,
- Gare de Reims.

## Espaces verts

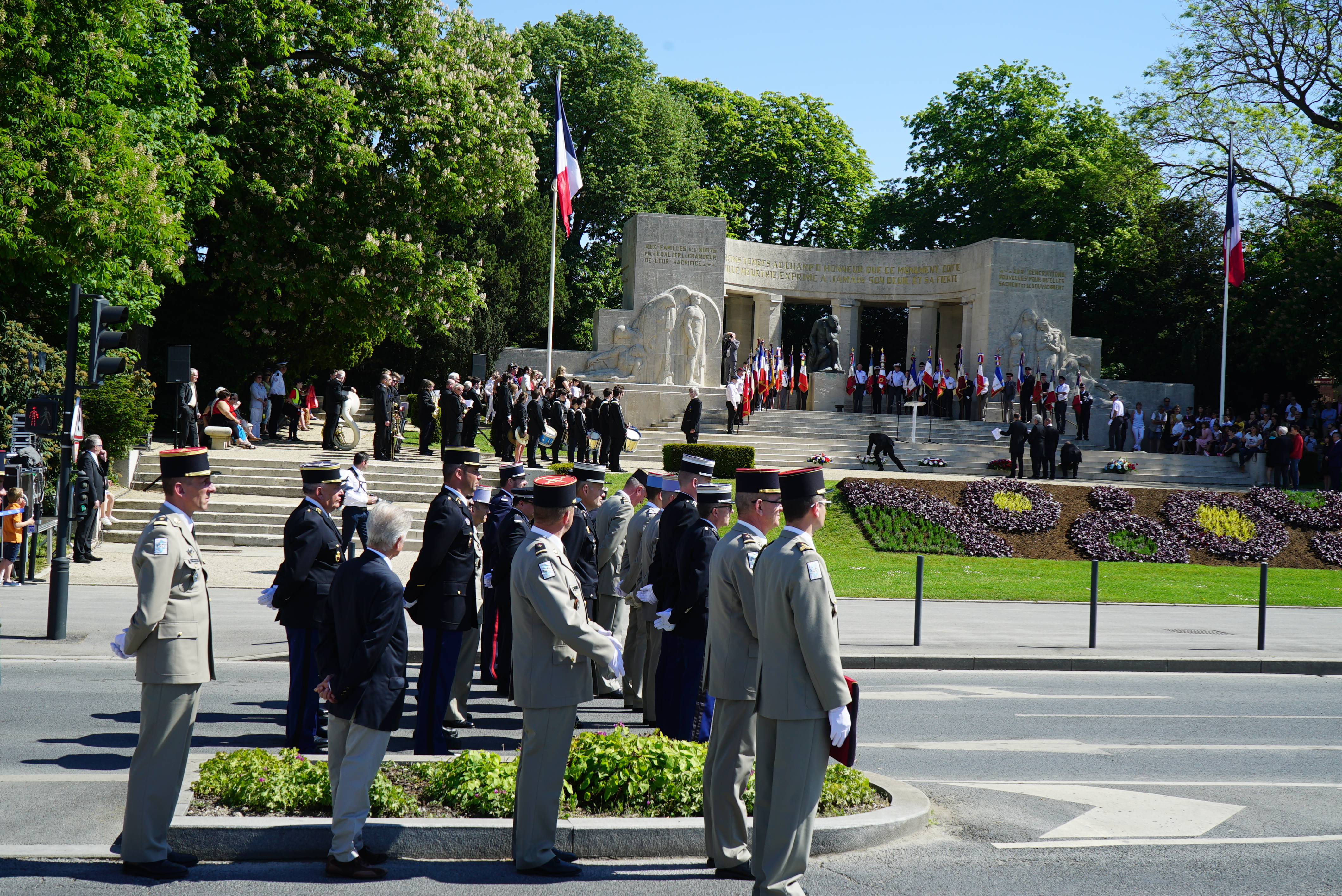
Le square de la mission et le Monument aux morts de Reims.

- Parc de la Patte-d'Oie ;
- Couvent des Cordeliers de Reims ;
- Couvent des Jacobins de Reims ;
- Jardin du Musée-hôtel Le Vergeur ;
- Parc Pierre-Schneiter ;
- Les Promenades de Reims.